# شهرستان اورا، گونما

شهرستان اورا، گونما (به ژاپنی: 邑楽郡 Ōra-gun) یکی از شهرستان‌های ژاپن است که در استان گونما در ژاپن واقع شده‌است.